# Борислав Ћорковић
Борислав Ћорковић (Двор на Уни, 9. јануар 1933 — Београд, 25. јануар 2006) биo je југословенски и српски кошаркашки тренер.

## Каријера
Кошарку је почео да игра 1952. у Динаму из Панчева, а потом је прешао у београдски Железничар у ком је и постао и тренер 1958. године. Од 1960. до 1965. радио је у ОКК Београду, а 1965. године је прешао у Партизан где је прво био тренер женске екипе, а од 1972. помоћник Ранка Жеравице у мушком тиму. После одласка Жеравице у Барселону (1974) Ћорковић је самостално преузео вођење сениорске екипе. Остаће упамћен као тренер који је у сезони 1975/76. београдском Партизану донео прву шампионску титулу у његовој историји, а исти успех поновио је пет година касније (сезона 1980/81), када су црно-бели освојили трећу титулу државног првака.
Касније је радио и као селектор "плавих" кошаркашица, потом у ријечком Кварнеру, након чега се поново вратио у Партизан. Такође је радио и у Кувајту, водио кошаркашице Вождовца, био инструктор ФИБА, а крајем 90-их радио је у Партизану као саветник за млађе категорије, а затим је водио приватну школу кошарке „Реба баскет“.
Са женском селекцијом је на Балканијади освојио 1977. златну, а 1978. бронзану медаљу. На 16. Европском првенству 1978. у Познању са плавим кошаркашицама освојио је сребрну медаљу
Преминуо је у Београду, 25. јануара 2006. године.